# 南蒲田
南蒲田（日语：／ Minami-kameda */?）是東京都大田區的地名。2013年8月1日為止的人口有11,424人。現行行政地名為南蒲田一丁目～三丁目。郵遞區號144-0035。

## 地理
位於大田區中央，地形大致平坦，北部有新呑川流經。一丁目與二丁目之間有環狀八號線通過，
一丁目有大田區產業廣場與南蒲小學校，並有京急空港線通過。二丁目有蒲田科技港（テクノポートカマタ）與蒲田總合醫院，二丁目與三丁目之間為日之出銀座商店街。
地域內主要為住宅區。

## 歷史
1964年（昭和39年），東蒲田三～四丁目、東六鄉一丁目、萩中町、新宿町各一部分合併成立南蒲田。

### 地名由來
意為蒲田地區的南部。

## 交通
一丁目最近的車站是蒲田四丁目的京急蒲田站，三丁目是西糀谷的糀谷站，但二丁目稍微遠離這兩站。

## 設施
- 大田區立南蒲小學校
- 大田區產業廣場
- 蒲田總合醫院
- 日之出銀座商店街

## 備註
1. ↑  .   [2013-08-26]. （原始内容存档于2014-02-18）.

## 外部連結
- 大田區官方網站（页面存档备份，存于）